# La Fille aux yeux d'or (film)
Pour les articles homonymes, voir La Fille aux yeux d'or (homonymie).
Pour plus de détails, voir Fiche technique et Distribution.
La Fille aux yeux d'or est un film français réalisé par Jean-Gabriel Albicocco et sorti en 1961.
Le film, qui décrit un « ménage à trois » inhabituel avec deux femmes et un homme, est inspiré du court roman La Fille aux yeux d'or d'Honoré de Balzac paru en 1835, qui est, avec Ferragus et La Duchesse de Langeais,  le troisième volet de l’Histoire des Treize, faisant partie des Scènes de la vie parisienne, Études de mœurs de La Comédie humaine.

## Synopsis
Marsay, séducteur cynique, vit dans le milieu de la mode. Il est photographe et travaille beaucoup avec Eléonore San-Real, dite Léo, sa plus vieille amie.
Par ailleurs, il appartient aux Dévorants, une société occulte d'entraide, qui se met à son service pour faire aboutir ses aventures érotiques. Rencontrant par hasard une belle et attirante jeune fille, le conquérant se met en tête de percer son secret : qui l'entretient et vit une relation amoureuse avec elle ?

## Fiche technique
Sauf indication contraire, les informations mentionnées dans cette section peuvent être confirmées par la base de données cinématographiques Unifrance,  présente dans la section « Liens externes ».
- Titre original français : La Fille aux yeux d’or
- Titre italien : La ragazza dagli occhi d'oro
- Réalisateur : Jean-Gabriel Albicocco
- Adaptateurs : Jean-Gabriel Albicocco et Pierre Pelegri d’après le court roman éponyme d’Honoré de Balzac
- Dialoguistes : Pierre Pelegri et Philippe Dumarçay
- Musique : Narciso Yepes, Salvador Bacarisse
- Musique additionnelle : Arcangelo Corelli (Concerto Grosso, opus 6)
- Directeur de la photographie : Quinto Albicocco
- Cadreur : Jean Malaussena
- Photographe de plateau : Raoul Foulon
- Ingénieur du son : Séverin Frankiel
- Mixeur son : Jacques Bompunt
- Décorateurs : Jacques d'Ovidio et Frédéric de Pasquale
- Costumiers : Nina Ricci, Jacques Heim, Jean Patou
- Maquilleur : Christiane Sauvage
- Assistants-réalisateur : Jean Vigne, Édouard Bois de Chesne
- Monteur : Georges Klotz
- Scripte : Christine Delbo
- Régisseurs : Alain Quefféléan, Maurice Gilli
- Société de production : Madeleine Films (Paris)
- Producteur : Gilbert de Goldschmidt
- Directeurs de production : Jacques Garcia et Théo Michel
- Pays d’origine : France, Italie
- Format : noir et blanc – son monophonique – 35 mm
- Genre : drame psychologique
- Durée : 95 minutes
- Date de sortie :
  - France : 3 septembre 1961
- Classification :
  - France : Interdit aux moins de 16 ans

## Distribution
- Marie Laforêt : la fille
- Paul Guers : Henri de Marsay
- Françoise Prévost : Éléonore dite Léo, marquise de San-Réal
- Françoise Dorléac : Katia
- Jacques Verlier : Paul de Manerville
- Alice Sapritch : madame Alberte
- Carla Marlier : Sonia
- Frédéric de Pasquale : Willy
- Guy Martin : Chabert
- Jacques Herlin : un chauffeur de taxi
- Jean Vigne : un chauffeur de taxi
- Andrés Soler : le garçon de café
- Les Dévorants : Roland Fleuri, Igor Galan, Jean Juillard, Gaston Meunier, Philippe Moreau, Jacques Porteret, Michel Puterflam, Sady Rebbot, J. Espijo, Thieblemont

## Autour du film
Non seulement Marie Laforêt conservera La Fille aux yeux d'or comme surnom, mais elle se mariera avec le réalisateur.

## Distinctions
- Lion d'argent à la Mostra de Venise 1961.